# إحصاء سكان رومانيا 2011

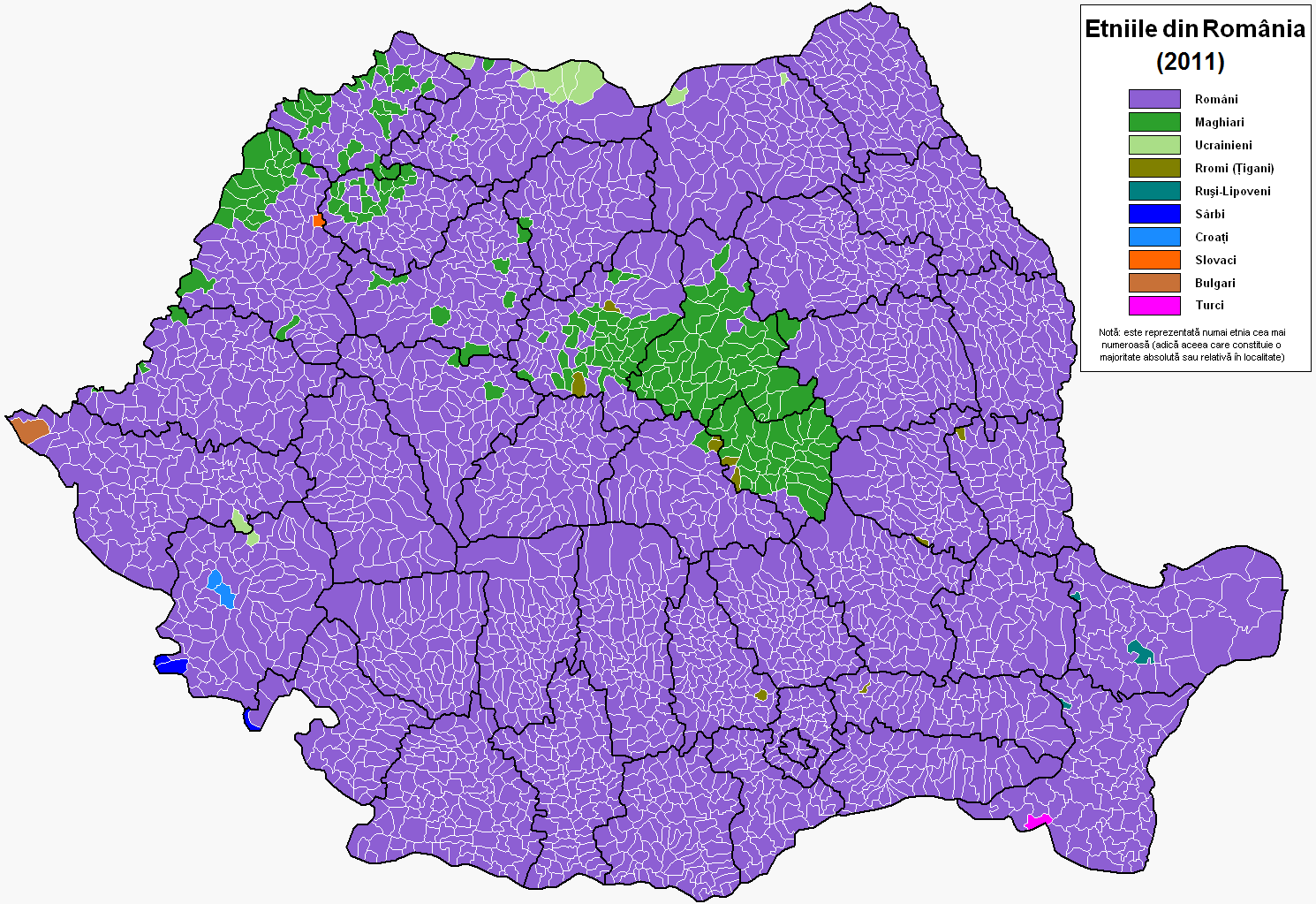

إحصاء سكان رومانيا 2011 في رومانيا الذي تم ما بين 22-31 أكتوبر 2011 وسيحل مكان إحصاء 2002 من حيث عدد السكان، معلومات اقتصادية اجتماعية، الديانة. كان من المقرر أن يكون 12-21 مارس 2011 لكن قامت الحكومة بتأجيله.
الإحصاء سيكون الثالث بعد سقوط الشيوعية، بعد إحصاء 1992 و2002. سيعلن عن النتائج الأولية في يناير 2012.

## وصلات خارجية
- الموقع الرسمي